# Нова Дембщизна
Нова Дембщизна (пол. Nowa Dębszczyzna) — село в Польщі, у гміні Філіпув Сувальського повіту Підляського воєводства.
Населення — 58 осіб (2011).
У 1975-1998 роках село належало до Сувальського воєводства.

## Демографія
Демографічна структура станом на 31 березня 2011 року:
|          | Загалом | Допрацездатний вік | Працездатний вік | Постпрацездатний вік |
| -------- | ------- | ------------------ | ---------------- | -------------------- |
| Чоловіки | 28      | 3                  | 18               | 7                    |
| Жінки    | 30      | 7                  | 8                | 15                   |
| Разом    | 58      | 10                 | 26               | 22                   |